# Centro Banff para las Artes y la Creatividad
El Centro Banff para las Artes y la Creatividad, antes llamado Centro Banff, es una institución educativa que promueve el arte y la cultura en Banff, Alberta. En 1933 se estableció como la Escuela de Drama de Banff  y para 1978 se le concedió plena autonomía como institución de educación  El Centro Banff es miembro de la Red de Desarrollo Rural de Alberta . 

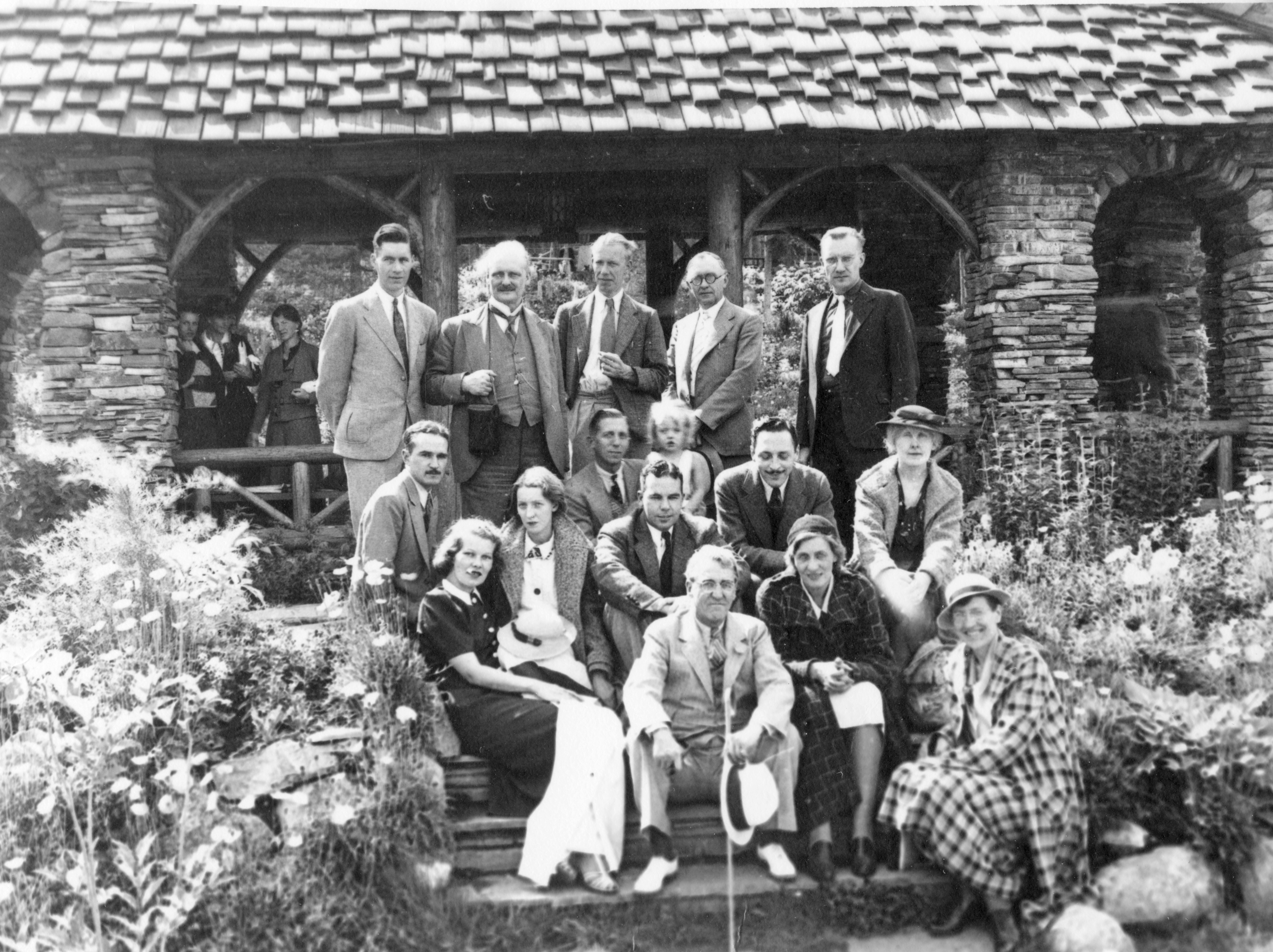
Grupo en la Escuela de Bellas Artes de Banff, agosto de 1937. Archivos de la Universidad de Alberta, UAA-1969-097-200c

El centro fue fundado en 1933 por la Universidad de Alberta, 230 estudiantes fueron las primeras personas beneficiadas del instituto.  Inicialmente sólo se ofrecía un curso de teatro. 
Hacia 1935, el centro pasó a ser conocido como la Escuela de Bellas Artes de Banff 
A partir de 1953 y conforme se desarrollaron las actividades se integraron conferencias y programas de gestión. El centro fue designado Instituto Nacional de Capacitación por el gobierno federal en 1999 y se convirtió en sede de la Estación Internacional de Investigación de Banff en 2003. 

## Controversias
En 2020, la institución fue criticada porque despidió a 284 personas través de Zoom.  Lo anterior, provocó una carta abierta de varios artistas destacados, curadores, figuras artísticas, exalumnos. Esta carta expresaba la preocupación por el compromiso de la institución con los valores que respaldan su programación y operaciones de artes visuales. 

## Programación
Los programas de la institución contiene: residencias, talleres, programas de práctica, los Leighton Artists' Studios, un retiro de artistas inaugurado por el Príncipe Felipe, Duque de Edimburgo, y Banff Summer Arts Festival. 